# Cheng Xunzhao
Cheng Xunzhao, född den 9 februari 1991 i Xuzhou, är en kinesisk judoutövare.
Han tog OS-brons i de olympiska judo-turneringarna vid olympiska sommarspelen 2016 i Rio de Janeiro i herrarnas mellanvikt..